# Джерельний провулок (Житомир)
Джерельний провулок — провулок в Богунському районі Житомира.

## Розташування
Розташований на Мальованці, на теренах Закам'янки. Бере початок від Мальованського провулка. Завершується глухим кутом.

## Історія
Провулок виник у 1990-х роках. Отримав назву в 1997 році. Забудова провулка формувалася у 2000-х роках на вільних від забудови землях між існуючою забудовою сусідніх провулків початку — середини ХХ століття . 